# Заксенгаген
Заксенгаген (нім. Sachsenhagen) — місто в Німеччині, розташоване в землі Нижня Саксонія. Входить до складу району Шаумбург. Центр об'єднання громад Заксенгаген.
Площа — 15,53 км2. Населення становить 1983 ос. (станом на 31 грудня 2021).

## Галерея

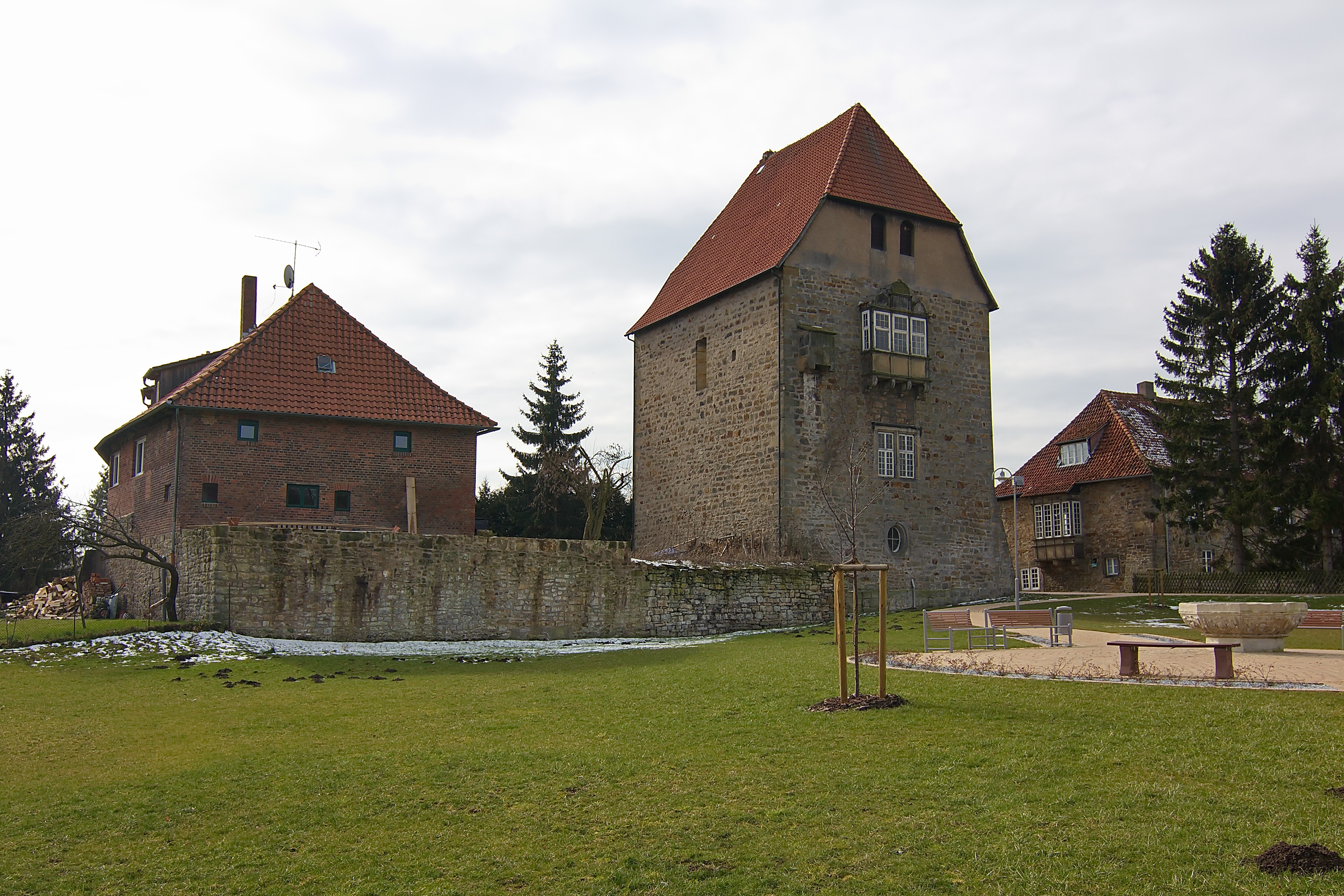
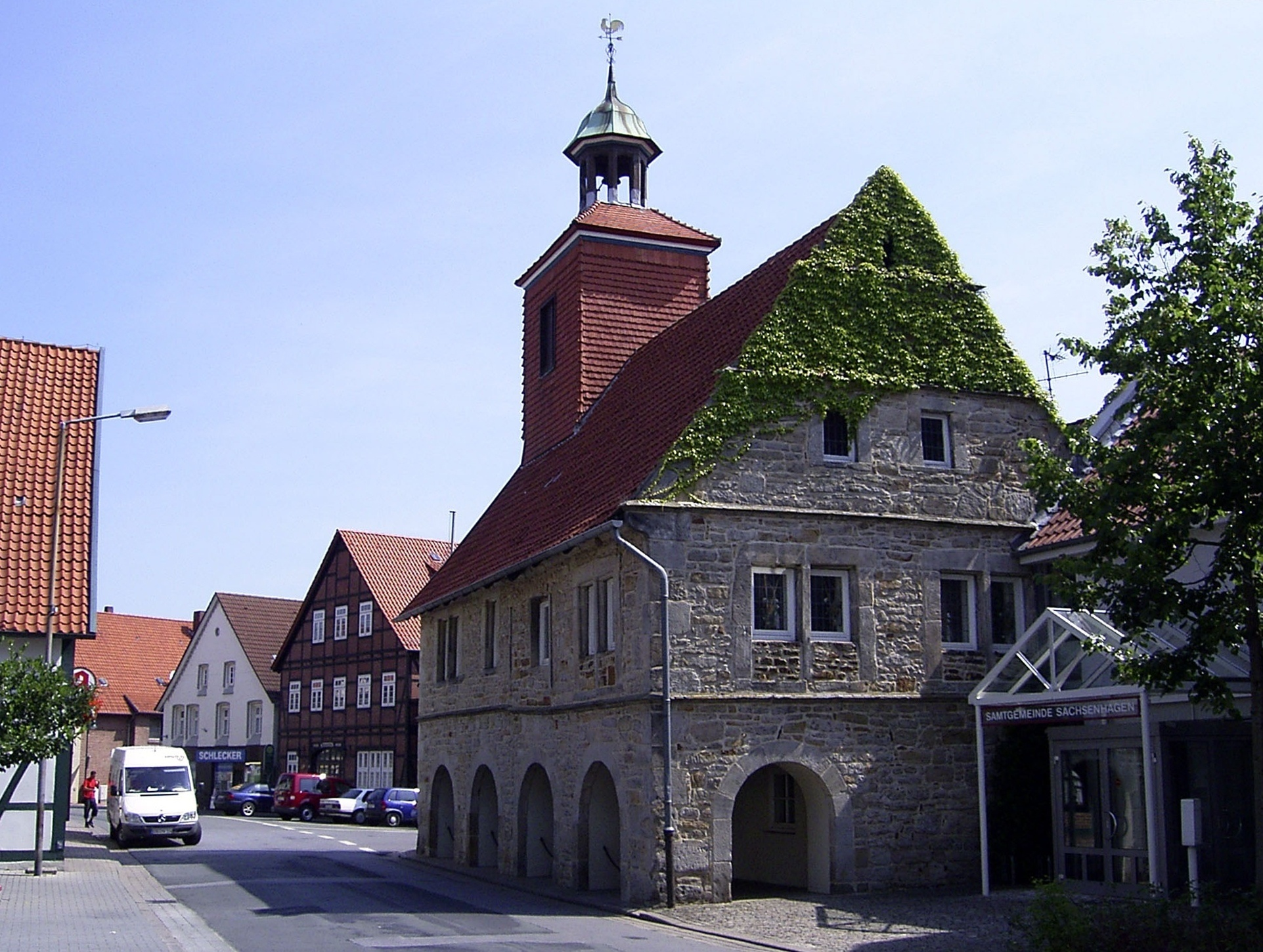
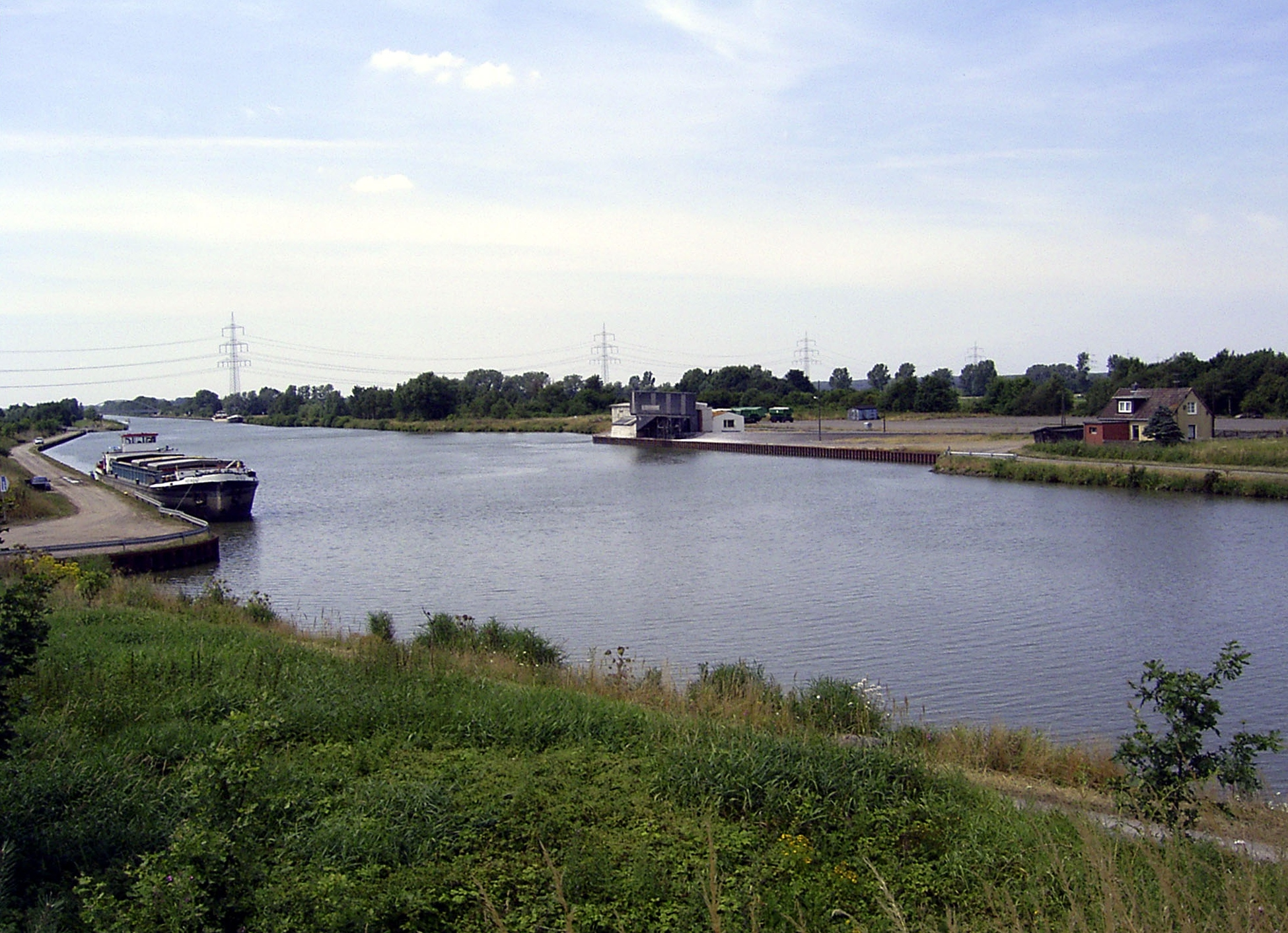